# Духкова, Милена
Милена Духкова-Невекловская (чеш. Milena Duchková-Neveklovská, родилась 25 апреля 1952 года в Праге) — чехословацкая прыгунья в воду, чемпионка летних Олимпийских игр 1968 года и серебряный призёр летних Олимпийских игр 1972 года (вышка, 10 м). Включена в Зал славы мирового плавания в 1983 году.

## Биография
Отец — врач, мать — учитель. Начала заниматься прыжками в воду в возрасте 8 лет, на протяжении всей спортивной карьеры тренировалась под руководством Марии Чермаковой. Специализировалась на прыжках с 10-метровой вышки. 12-кратная чемпионка Чехословакии. В 1968 году выиграла Олимпийские игры в Мехико, в 1970 году — чемпионат Европы, в 1972 году стала серебряным призёром Олимпиады в Мюнхене, в 1973 году — серебряным призёром чемпионата мира. В возрасте 16 лет, выиграв золото Мехико, стала одной из самых юных олимпийских чемпионок от Чехословакии и одной из самых низкорослых (157 см). В 1976 году приняла участие в Олимпиаде в Монреале, но не смогла выйти в финальный раунд, заняв в квалификации 22-е место.
Окончила среднюю школу в Праге на улице Вильгельма Пика в районе Прага 2 (ныне Архиепископская гимназия). В 1980 году с мужем уехала в Канаду для работы с национальной сборной этой страны, а позже попросила там политическое убежище. Вследствие такого поступка правительство ЧССР объявило Милену умершей и даже создало фальшивую могилу на Ольшанском кладбище. Милена осела в Ванкувере, где работала зубным врачом (окончила курсы в 1983 году). В 1999 году признана величайшей спортсменкой Чехии в водных видах спорта XX века.